# Todd Morse
Todd Morse, född 21 januari 1968 i New York, är en amerikansk musiker som för närvarande är gitarrist i punkrockbandet The Offspring. Hans musikkarriär började 1992 i hardcorepunkbandet Outcrowd, där han medverkade under inspelningen av EP:n Weathered 1992 och studioalbumet Healer 1995. Morse gick sedan med i punkrockbandet H2O under 1995, där hans yngre bror Toby Morse är sångare. Mellan 2003 och 2008 och från 2015 är Morse medlem i Juliette and the Licks. 2006 skapade Morse (under pseudonymet Dr. Rocco) bandet The Operation M.D. tillsammans med Jason McCaslin (under pseudonymet Dr. Dynamite). Efter att ha varit en turnerande medlem för The Offspring under flera år blev han 2019 en officiell medlem, där han tog över platsen som basgitarrist efter Greg K., som hade lämnat bandet året innan. Samma år släppte Morse sitt debutalbum som soloartist, Late Bloomer.